# Ronaldo Deaconu
Ronaldo Octavian Andrei Deaconu (n. 13 mai 1997, București, România) este un fotbalist român, care joacă pe post de mijlocaș la Nyíregyháza Spartacus în Nemzeti Bajnokság I. Pe plan internațional, are prezențe la națională pentru România U23⁠(d).

## Biografie
La naștere a primit numele Ronaldo, deoarece tatăl său era un fan al fotbalistului brazilian Ronaldo.

## Carieră
A debutat ca senior la Târgu Mureș în sezonul 2016-2017, după care a trecut prin Concordia Chiajna, HNK Gorica⁠(d) și Sepsi OSK. În prezent joacă pentru Gaz Metan Mediaș.